# La donna da mangiare
La donna da mangiare (The Edible Woman) è il primo romanzo di Margaret Atwood, pubblicato nel 1969.

## Trama
Il romanzo è incentrato sulla vita e sui pensieri di una ragazza canadese: Marian MacAlpin. Marian vuole essere l'immagine ed il prototipo delle prime donne moderne. Laureata e non ancora sposata (anche se fidanzata da tempo con il "barboso" ragazzo Peter), ha un lavoro fisso (in un'azienda di marchi pubblicitari) e vive nell'ultimo piano di una casa con la coinquilina Ainsley. Marian si ritrova più volte a pensare, con noia, alla sua vita. Invidia spesso l'amica Ainsley, probabile femminista e fortemente emancipata, che vorrebbe avere un figlio senza un marito. Marian invidia anche l'impiego di Ainsley: un lavoro passeggero e poco impegnativo e quindi più entusiasmante della sua noiosa routine lavorativa. Marian ed Ainsley, a testimonianza della nuova immagine che riveste la donna moderna, discutono spesso di diversi rapporti sessuali occasionali. Nonostante l'apparente normalità della vita di Marian d'un tratto, la ragazza, si ritrova catapultata in un mondo parallelo. Marian Inizia a sviluppare una sorta di fobia legata ad nuova visione del cibo: tutto le sembra vivo. Così inizia, piano piano, a non mangiare più. Nonostante l'apparente modernità del romanzo, in cui si vuole distogliere l'attenzione dalla tipica immagine della femmina casa e famiglia, sono presenti comunque forti sentimenti di dominazione della società sul ruolo della donna. Un esempio è rappresentato dall'amica Clara. Clara e Marian sono vecchie amiche del College. Al contrario di Marian, la quale ha proseguito autonomamente la propria vita, Clara è costantemente "invalida" ed indebolita dal peso delle responsabilità di moglie e madre (Clara viene dipinta come una donna giovane, ma debole, costretta a casa poiché  sempre incinta) che costantemente deve gestire. Però anche Marian scopre di sentirsi dominata come la sua amica Clara. Infatti, alla fine, identifica la causa della sua pazzia (e quindi del suo stare a digiuno) nel ragazzo Peter. Arriva a comprendere che la relazione con Peter la fa sentire come mangiata, usata.
La pazzia di Marian potrebbe sembrare una voce di ribellione nei confronti dell'opinione pubblica e della pubblicità invadente.

## Citazioni
Diversi passi del romanzo sono stati citati in un noto serial televisivo anglosassone Skins (stagione 2 ep. 9 "Cassie").